# Graf DK 42

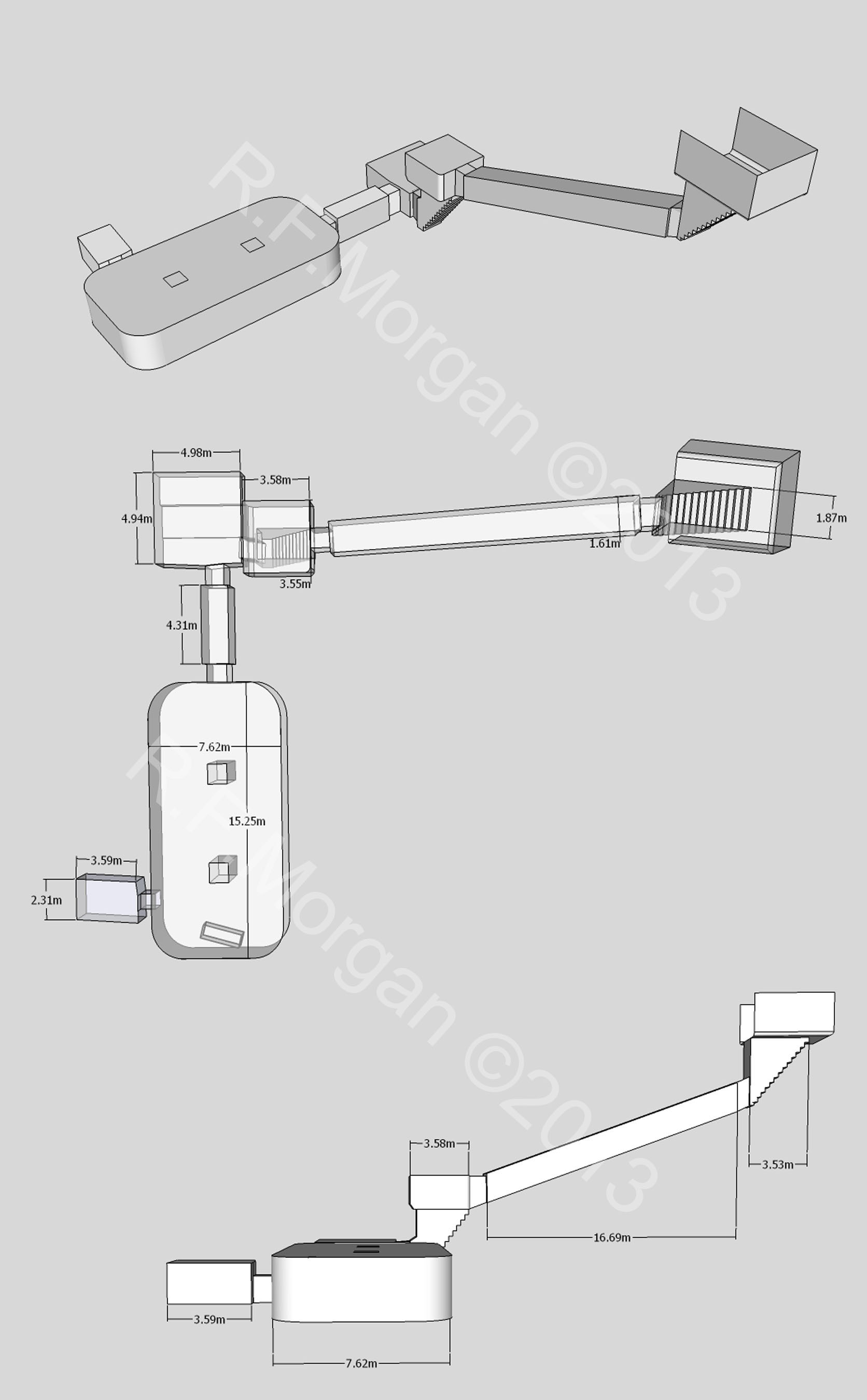
Schematische weergave van graf DK 42

Graf DK 42 is een graf uit de Vallei der Koningen. Het graf, daterend uit de vroege 18e dynastie, werd ontdekt door Victor Loret en Howard Carter in december 1900. Het is gebouwd voor Merytre-Hatsjepsoet, de vrouw van Thoetmosis III, alhoewel ze niet in het graf werd begraven. Het werd opnieuw gebruikt door Sennefer, een edelman ten tijde van Amenhotep II, en door een aantal leden van zijn familie.